# Tereșkî, raionul Poltava, regiunea Poltava
Tereșkî (în ucraineană Терешки) este localitatea de reședință a comunei Tereșkî din raionul Poltava, regiunea Poltava, Ucraina.

## Demografie
Componența lingvistică a localității Tereșkî
     Ucraineană (90,49%)
     Rusă (8,73%)
     Alte limbi (0,16%)
Conform recensământului din 2001, majoritatea populației localității Tereșkî era vorbitoare de ucraineană (90,49%), existând în minoritate și vorbitori de rusă (8,73%).